# せせらぎ (遊佐未森のアルバム)
『せせらぎ』は、遊佐未森の19枚目のオリジナル・アルバム。
2016年10月5日にヤマハミュージックコミュニケーションズ から発売された。規格品番はYCCW-10287。

## 概要
前作のオリジナル・アルバム『淡雪』から4年後に発売された。

## 収録曲
作詞（2,6以外）：遊佐未森（2のみ遊佐未森・外間隆史）
1. 風の庭
作曲：影山敏彦
編曲：tico moon
2. せせらぎ
作曲：遊佐未森
編曲：遊佐未森・影山敏彦
3. まばたき
作曲：遊佐未森
編曲：近藤研二
4. Theo
作曲：遊佐未森
編曲：tico moon
5. Starlit Sky
作曲：遊佐未森
編曲：近藤研二
6. murmuring（Instrumental）
作曲・編曲：遊佐未森
7. midsummer song
作曲：遊佐未森
編曲：近藤研二
8. ベルベット
作曲：遊佐未森
編曲：遊佐未森・Watusi
9. sweet snow
作曲・編曲：遊佐未森
10. 東京タワー
作曲・編曲：遊佐未森
11. ほほえみとともに粉雪の舞う
作曲：笹子重治
編曲：大口俊輔